# Памятник Ленину (Пермь)
Памятник Владимиру Ильичу Ленину был открыт 4 октября 1954 года в Ленинском районе города Перми, в центре Комсомольского сквера перед зданием Пермского академического театра оперы и балета, где 16 декабря—17 декабря 1917 года проходил I губернский съезд Советов рабочих и солдатских депутатов, который провозгласил Советскую власть в Пермской губернии.

## История
Автор памятника — скульптор Георгий Васильевич Нерода, народный художник РСФСР, член-корреспондент Академии художеств СССР. Архитектор проекта — И. Г. Таранов.
Вот что рассказывает Г. В. Нерода о работе над памятником
:

А. В. Луначарский оказал мне содействие в получении киноплёнки, заснятой при жизни Владимира Ильича. Я приобрёл кинопередвижку старого образца, на которой мог прокручивать ленты, останавливать любой кадр …и лепить портреты В. И. Ленина как бы с натуры. Я перечитывал труды В. И. Ленина, которые давали мне возможность представить грандиозный масштаб его мышления, читал воспоминания современников, родных и близких ему людей, собирал коллекцию фотографий и рисунков, сделанных с натуры…

С. А. Торопов в книге «Пермь: Путеводитель» так описывает этот памятник:

Подойдём к памятнику, помолчим. Отчётливые складки лица, чуть откинутая голова, знакомый жест руки с зажатой в ладони кепкой. Вся крупная и сильная фигура вождя властно захватывает внимание,
пробуждая знакомое каждому небудничное чувство доверия к основам нашей жизни, заложенное вдохновенной ленинской мыслью.

Проект выполнен по заказу Пермского облисполкома. Решение о сооружении памятника было принято СНК РСФСР № 505 от 25 сентября 1939 года. Памятник открыт 14 октября 1954 года.
Памятник расположен в центре сквера и предназначен для обзора со всех сторон. На постаменте из красного гранита надпись из чёрного гранита «ЛЕНИН». Памятник несколько статичен в связи с тем, что постамент и фигура Ленина одной величины: фигура — 5 метров, постамент — 5 м, площадь постамента 5 м², благоустроенной площадки — 11,6 — 11,6 м. Ранее на месте памятника располагалась часовня им. Святого Николая Чудотворца в память Отечественной войны 1812 года.
Памятник монументального искусства федерального значения (Постановление Совета Министров РСФСР № 1327 от 30 августа 1960, Приложение 1;).

## Проект памятника
Ниже приведены ссылки на изображение проекта памятника авторства Нероды Г. В. и Таранова И. Г. 1948 года, хранящегося в Пермской государственной художественной галерее:
- Лист 1. Общий генеральный план к проекту памятника. Архитектурная часть к проекту памятника В.И. Ленину в г. Молотове Архивная копия от 22 июня 2019 на Wayback Machine
- Лист 2. Перспектива проекта. Архитектурная часть к проекту памятника В.И. Ленину в г. Молотове Архивная копия от 22 июня 2019 на Wayback Machine
- Лист 3. Генеральный план к проекту. Архитектурная часть к проекту памятника В.И. Ленину в г. Молотове Архивная копия от 22 июня 2019 на Wayback Machine
- Лист 5. Боковой фасад памятника. Архитектурная часть к проекту памятника В.И. Ленину в г. Молотове Архивная копия от 22 июня 2019 на Wayback Machine